# Chiloscyllium burmensis
La pintarroja colilarga birmana (Chiloscyllium burmensis) es una especie de elasmobranquio orectolobiforme de la familia Hemiscylliidae.